# 朱梦苏
朱梦苏（1895年—1966年），又名朱应奎，湖南汝城人，中国近代实业家，天津北洋纱厂厂长，中国民主建国会中央委员会委员，第二届全国政协委员，第二、三届全国人大代表。